# 유천수
유천수(1937년 8월 18일 ~ )는 대한민국의 정치인이다.  제19대 도봉구청장을 역임했다.

## 역대 선거 결과
|  | 41.92% |

|  | 22.45% |